# 三重県専修学校一覧
三重県専修学校一覧（みえけんせんしゅうがっこういちらん）は、三重県の専修学校の一覧。

## 公立専修学校
文部科学省Webサイト内「公立専修学校一覧」より

### 津市
- 三重県立公衆衛生学院

### 松阪市
- 三重県農業大学校

### 名張市
- 名張市立看護専門学校

## 私立専修学校
2024年4月1日現在（三重県 環境生活部 私学課 私学班）

### 津市
- 三重調理専門学校
- 旭美容専門学校
- 津看護専門学校
- 三重看護専門学校
- 独立行政法人 国立病院機構 三重中央医療センター附属 三重中央看護学校
- 大原簿記情報医療専門学校津校
- 大原法律公務員専門学校津校

### 四日市市
- ユマニテク看護助産専門学校
- ユマニテクライフデザイン専門学校
- ユマニテク調理製菓専門学校
- 専門学校ユマニテク医療福祉大学校

- 中部ライテクビジネス専門学校
- 中部水耕栽培福祉専門学校（休校中）
- 専門学校ミエ・ヘア・アーチストアカデミー

- 四日市福祉専門学校
- 四日市情報外語専門学校
- 四日市医師会看護専門学校

### 伊勢市
- 英心専門学校
- 伊勢志摩リハビリテーション専門学校
- 勢京ビジネス専門学校
- 伊勢調理製菓専門学校
- 伊勢保健衛生専門学校
- 伊勢理容美容専門学校

### 松阪市
- 松阪看護専門学校

### 桑名市
- 桑名文化専門学校
- 桑名医師会立桑名看護専門学校

### 鈴鹿市
- 鈴鹿オフィスワーク医療福祉専門学校

### 亀山市
- 徳風技能専門学校

### 伊賀市
- 社会医療法人畿内会岡波看護専門学校

### 三重郡
- 聖十字看護専門学校